# Мауриц Оранский-Нассауский, ван Волленховен
Мауриц Оранский-Нассауский, ван Волленховен (нидерл. Maurits van Oranje-Nassau, van Vollenhoven; род. 17 апреля 1968, Утрехт) — принц Нидерландов, предприниматель, флотоводец. Старший сын принцессы Маргариты Нидерландской и её супруга Питера ван Волленховена.

## Биография
Принц Мауриц родился 17 апреля 1968 года в Утрехте, став старшим из четверых сыновей принцессы Маргариты Нидерландской и её супруга Питера ван Волленховена. У него 3 младших брата: принц Бернхард (род. 1969), принц Питер-Кристиан (род. 1972) и принц Флорис (род. 1975).
Принц Мауриц проходил военную службу в Королевском корпусе морской пехоты и в Королевских ВМС Нидерландов. Закончив военную службу поступил в Гронингенский университет, который окончив в 1995 году. После окончания образования, работал в администрации аэропорта Схипхол, где занимал ряд должностей.
С 2001 по 2006 годы принц Мауриц работал в компании Philips, производящей бытовую электротехнику. Покинув компанию, он основал свою компанию The Source, чья деятельность основывается на инновационных концепциях продуктов, услуг и систем как для бизнеса, так и для правительства.
1 мая 2013 года принц Мауриц был назначен адъютантом короля Виллем-Александра и получил звание капитан-лейтенанта Королевского военно-морского флота Нидерландов. Через четыре года, 1 сентября 2017 года принц Мауриц получил звание капитана в море.
Принц работает в компании Sunrock, которая занимается производством солнечных батарей. В апреле 2023 года он раскритиковал деятельность властей Амстердама в области солнечной энергии и затронул другие темы.

## Семья
Принц Мауриц женат на Мари-Элен ван дер Брук (род. 1970), ставшей после замужества принцессой Оранской-Нассау. Свадебная церемония состоялась 29 мая 1998 года, на следующий день прошла религиозная церемония. У пары трое детей:
- Анастасия (Анна) Маргриет Жозефина ван Липпе-Бистерфельд ван Волленховен (род. 15 апреля 2001);
- Лукас Мауриц Питер Анри ван Липпе-Бистерфельд ван Волленховен (род. 26 октября 2002);
- Фелиция Юлиана Бенедикта Барбара ван Липпе-Бистерфельд ван Волленховен (род. 31 мая 2005);